# 電撃4コマ
『電撃4コマ』（でんげきよんコマ）は、ゲーム雑誌『電撃PlayStation』（アスキー・メディアワークス）の付録漫画冊子。

## 解説
「なんとなくゲーム系4コママンガ」をキャッチフレーズに、特定のゲーム作品を漫画化するのではなくゲームで遊ぶ人々を題材とした4コマ漫画を掲載。ほぼ全ての作品がストーリー4コマの体裁をとる。ゲーム雑誌の別冊付録ながら10年以上もの長期の継続期間を誇っていた。また一部の作品は電撃コミックスから単行本も発刊されている。
Vol.1は本誌2004年6月25日号（Vol.274・6月11日発売）付録。以降Vol.41まで基本的に月1回、第2金曜発売号の付録となった。Vol.23 - 29ではキャンペーンとして毎号付録となり、本誌2007年11月9日号（Vol.401・10月26日発売）付録のVol.42より本格的に毎号付録となった。2016年10月13日号（Vol.623・9月30日発売）のVol.248をもって終了した。
執筆者陣は、主に本誌のイラストレーターや読者コーナーの常連投稿者（いわゆるハガキ職人）で構成。また同雑誌が定期的に募集している「電撃4コマ大賞」の入選作品発表の場ともなっており、入選作がそのまま連載に繋がるケースも少なくなかった。漫画作品以外では、本誌の投稿4コマコーナーの出張版やコラムなども掲載された。
表紙イラストはVol.1より一貫して戸部淑が担当していた。

## 掲載作品一覧
看板作品の数本を除くと掲載は不定期であり、明確に完結が宣言されず立ち消えのように連載終了するケースも散見される。そういった作品は、10号以上掲載のないものを暫定的に過去の連載作品の項に分類する。
☆は電撃4コマ大賞（右数字が回数）入選作品。

### 現在連載中の作品
- enjoy! ネットぴーぷる（宮須弥）
- 獣の花道 FFXI・電撃の旅団外伝（江本聖）
- 子供模様（斉藤和衛）
- ゲマママ（野月楓） ☆1
- サラリーウーマン5年目生活 → SW6年目 → SW7年目（椎名春日） ☆1
- 正義の味方 育成中（小狸困） ☆2
- ジュークエイド（倉糖良菓）
- ぱむ子さん4コマ（奥野ししん）
- ちいさい奥さま（作画:ゆとり 原作:マツダ靖）
- シノビモノ（大邑烏）
- となりの特異点（とげ）
- ふーふ（祥人）
- 放課後プレイ → 放課後プレイ2 → 番外編シリーズ → 放課後プレイ3 → 放課後プレイR → 放課後プレイHigh Heels → 放課後プレイJK（黒咲練導） ☆4
- モンスターバスター教師G（もやし）
- 我が王に捧ぐ（こもち）
- 喫茶の源さん（ちょね秀）
- ツクモケーション（黒松ぼっくり）
- ゲ〜まん（北浜勇介）
- CLUB ゲーム倶楽部（鈴城芹）

### 過去の連載作品
- 日がな半日ゲーム部暮らし（祥人） - Vol.35にて正式に連載終了
- 4人いるっ!? → 5人いるっ!?（H・製作所） - Vol.45にて正式に連載終了
- よろずやベガス（あまのしん） - Vol.76にて正式に連載終了
- ユッカ（祥人） - Vol.91にて正式に連載終了
- 電脳青少年攻略法（倉糖良菓） - Vol.133にて正式に連載終了
- かどっこ（亘莉ススム）
- お茶の間三国志・町内版（伊藤勇太）
- スキ好んでゲーマー人生（斉藤和衛）
- 南下有荘? なんかありそう（菅野博之）
- 探偵さんいらっしゃい（タマゴルビー）
- ばくちDEごはん（NDO） - 作者急逝により連載中断。Vol.31あとがき欄にて訃報と追悼文が掲載された
- ゲーム犬 ポリタンとお姉さん?（岩瀬さとみ） - 単行本では「ゲーム犬」
- 怪盗!うさぴょん仮面（祥人）
- ゲーム愛づる姫君（もやし）
- かずサク（ちょね秀）
- USA（北浜勇介） ☆1
- 哲学者は言った青春はクソゲー（もやし） ☆3 - PNは入選時のみ土谷陽一
- けんけんぐるぐる（ちょね秀） - Vol.137にて正式に連載終了
- 我が姫君に捧ぐ（こもち） - Vol.147にて正式に連載終了
- ちいさいお姉さん（作画:ゆとり 原作:マツダ靖） - Vol.167にて正式に連載終了
- さくさらさくら（真青ゆるり） ☆1
- ぴーえす珍化論（岩井智） ☆1 - 入選時はタイトルなし、PNは2回目までは晴智
- ばぐ×バグ（あまのしん）
- 限界魔法少女ニーソ（H・製作所）
- 赤箱。（キタハマンZ）
- 家族ゲーム（鈴城芹） - Vol.194にて正式に連載終了

### 読み切り、単発の作品
- ムッシュゴリグリ鈴木・ド・ヤコペッティのゲームのある生活（しろー大野（仮）と血だらけの友達）
- レバー（林正之）
- タイトルなし（亘莉ススム） ☆1
- ムクムク育てマホー（タマゴルビー） ☆1
- 日々是ゲーム（住本瑞穂） ☆1
- リメイカー（倉糖良菓） ☆1
- マターリ（´∀｀*）プレイス（小粒） ☆1
- げむさば（奥野ししん） ☆1
- マニアの友（小倉雅伸） ☆1
- タイトルなし（ふむな） ☆1
- 僕達はハガキのある星に生まれた（H・製作所） ☆2 - 「4人いるっ!?」単行本1巻に収録
- それ行け!ゲーマー社員※八割実話（樹村S） ☆2
- ドリームメーカーズ（雪月花大吉） ☆2
- 駄男の生きざま（安井貴紀） ☆2
- ゲーム屋天国（東実カザト） ☆2
- （タイトルなし）（ほづみみほ） ☆2
- 美智子17歳!!（小島アジコ）
- K・O KO!! 格闘・オンライン（よんた） ☆3
- 住み込みアシさんの職場日記（初陽乃キヒヒ） ☆3
- タイトルなし（にょろろ） ☆3
- 乙女芸道（大河番道） ☆3
- タイトルなし（須鳳悦太郎） ☆3
- RPGランドへようこそ!（相沢ヒロ） ☆3
- ならずもの ならずとも なまけもの（特急みかん） ☆3
- プリデビ（KAZ） ☆3
- 戦慄の宇宙ゲーム貴族会（伊湯） ☆3
- （タイトルなし）（田村靖子） ☆3
- （タイトルなし）（うびたい） ☆3
- （タイトルなし）（樫本知実） ☆3
- 毛色は茶（鈴木耕一） ☆3
- ゲームの国のアリス（樹村祥二） ☆4
- こんなんでもいいんでしょうか（こもち） ☆4
- やきそばぱん（とげ） ☆4
- ゲームショップストライク!（G36） ☆4
- ジュクコー地獄変（楽土） ☆4
- メイド 付 勇者（赤井土竜） ☆4
- （タイトルなし）（ASAMI） ☆4
- 魔王EDで世界を救う（南沢大） ☆4
- ゲームメイト（崎） ☆4
- 城下町へようこそ!!（初陽乃キヒヒ） ☆4
- 妖怪娯楽ミソラシド（猫やしき） ☆4
- 魔王のザレゴト（白野巨人） ☆4
- ゲーム関連書籍担当（…嘘）（ひだりの） ☆4
- 黄昏に問う（渡部ヒロツグ） ☆4
- 文化的ゲーム日和（糖川） ☆4
- Sympathy For The Devil（キタハマンＸ） ☆4 - 北浜勇介の別名義
- Gフレンド（マツタケシ） ☆4
- ツインテールストライク（入穂） ☆4
- （タイトルなし）（ユキノ灰） ☆4
- 姉弟王国（シモスワヤシロ） ☆4
- （タイトルなし）（亜麻宮あさと） ☆4
- 仮想少女VS現実少女（藤田聡） ☆4
- おとなりっ!（桜姫つかさ） ☆4
- ひみげー（ひみつのゲーム）（ちゃっつー） ☆4
- なまえをきめてください（蒟蒻一辺倒） ☆4
- 宇宙浪人府礼ステエモン（Crystal rider） ☆4
- 通信不能コンビ（天坂瑞希） ☆4
- フェバリット（うびたい） ☆4
- あやふや淑女とやんわり紳士（ヤエコ） ☆4
- 実は月日なんて無味無臭（KAZ） ☆4
- ゲーム@メイカー（ヲカユ伍長） ☆4
- 箱入れ娘。（ちりがみ） ☆5
- 魔王のよめ（赤井土竜） ☆5
- 廻る世界（とげ） ☆5
- 花の2人の危険な関係（古鳥翔） ☆5
- （タイトルなし）（鈴木耕一） ☆5
- なんとなくまほうつかい（本多紀充） ☆5
- ほぼノンフィクション（十波） ☆5
- 委員長天国（八代重午） ☆5
- ハギワラ!（南沢大） ☆5
- 選択肢バッドエンド（白野田二） ☆5
- ネボボになりたい（森下友加里） ☆5
- 株式会社UTIRASOFT（うちらソフト）（T） ☆5
- お隣りバンパイア（猫やしき） ☆5
- 超遊技大学ゲーム研 （桜姫つかさ） ☆5
- ウィッチエンジェル・美緒 （さとまる） ☆5
- メアのごくごく普通の日常 （よんた） ☆5
- @シンメトリー（保科葵） ☆5
- ファンタジックぷれい（マツタケシ） ☆5
- ゲーム見学（きあつみいみと） ☆5
- 羊羹舞い散る（ちりがみ） ☆5
- RPG? うん好き（渡部ヒロツグ） ☆5
- 神様ぽちっと（芹沢えのの） ☆5
- 未来ゲームプレイブレイブ（エディ） ☆5
- Home Made（南沢大） ☆5
- どうぐやのおつかい（ちょぬ禿） ☆5 - ちょね禿の別名義
- 超人間キサラギ（白野田二） ☆5
- Play Station Fantasy（みの虫） ☆5
- 僕達は電撃4コマ大賞のある星に生まれた（H・製作所）
- 悪魔城ドラキュラ Xクロニクル4コマ（しずもん） - 特別寄稿
- ヴァースオブフィアー（六堂秀哉） - ストーリー漫画。電撃マニアックス掲載作を加筆修正し再録

## 単行本
連載作品の一部が、「電撃コミックスEX・電撃4コマコレクション」として単行本化されている（発行元 メディアワークス）。
- 日がな半日ゲーム部暮らし
  1. ISBN 4-8402-3665-8（2006年10月27日）
  2. ISBN 4-8402-3955-X（2007年6月27日）
  3. ISBN 4-8402-4037-X（2007年11月22日）
  4. ISBN 978-4-04-867281-8（2008年8月29日）
- 家族ゲーム
  1. ISBN 4-8402-3657-7（2006年10月27日）
  2. ISBN 4-8402-3953-3（2007年6月27日）
  3. ISBN 4-8402-4213-5（2008年2月29日）
  4. ISBN 978-4-04-867309-9（2008年9月26日）
  5. ISBN 978-4-04-867502-4（2008年12月26日）
- enjoy! ネットぴーぷる
  1. ISBN 4-8402-3664-X（2006年10月27日）
  2. ISBN 4-8402-3948-7（2007年6月27日）
- ちいさいお姉さん
  1. ISBN 978-4-04-868709-6（2010年7月27日）
  2. ISBN 978-4-04-870337-6（2011年4月27日）
- 4人いるっ!? ISBN 4-8402-3945-2（2007年6月27日）
- USA ISBN 4-8402-3949-5（2007年6月27日）
- 子供模様 ISBN 4-8402-3954-1（2007年6月27日）
- 電脳青少年攻略法 ISBN 4-8402-4036-1（2007年11月22日）
- ゲマママ ISBN 4-8402-4129-5（2007年11月22日）
- よろずやベガス
  1. ISBN 978-4-8402-4228-8（2008年2月29日）
  2. ISBN 978-4-04-867926-8（2009年5月29日）
- ゲーム犬 ISBN 4-8402-4212-7（2008年2月29日）
- 放課後プレイ ISBN 978-4-04-867564-2（2009年1月30日）